# Ellerstadt
Ellerstadt település Németországban, Rajna-vidék-Pfalz tartományban. Lakosainak száma 2458 fő (2023. december 31.).

## Népesség
A település népességének változása:
| Lakosok száma | 1733 | 2380 | 2417 | 2385 | 2437 | 2458 |
|               | 1975 | 2017 | 2019 | 2021 | 2022 | 2023 |